# 서강대학교
서강대학교(西江大學校, Sogang University, SU)는 대한민국의 로마 가톨릭 소속의 예수회가 설립한 사립 대학이다.
1960년 4월 18일에 예수회가 가톨릭 신앙을 바탕으로 설립하였다. 캠퍼스는 서울특별시 마포구 신수동(대흥동)에 있으며, 현재 총장은 심종혁이다. 교훈은 진리에 순종하라(라틴어: Obedire Veritati)이다. 상징 동물은 알바트로스(Albatross, 信天翁)이며, 교표는 방패의 모습을 본따서 제작했다.

## 주요 성과

### 대외평가
- 2009~2010, 2012, 2014~2017년 한국서비스품질지수(KS-SQI) 종합대학교 부문 1위 선정[3][4][5][6]
- 2012~2017년 중소기업청 창업보육센터 평가 6년 연속 최우수
- 2010년 제36회 국가품질경영대회 교육부문 대통령표창
- 2010년 중앙일보 대학평가 이공계 교수 연구부문 전국 3위
- 2009년 전국 4년제 종합대학 정규직 취업률 1위
- 2009년 일반대학 교직과정 평가 최우수대학으로 선정
- 2008년 교육역량강화사업 수도권 대학 1위

### 국가사업 선정실적
- 대학 인문역량 강화사업(CORE) 선정
- 국제협력선도대학 육성지원사업 선정
- 지식경제부 재정지원 「기술경영(MOT)전문대학원」 선정
- 동아연구소, 인문한국지원사업(HK) 선정
- 트랜스내셔널인문학연구소, 인문한국플러스(HK+) 지원사업 선정
- 경영전문대학원 외, 두뇌한국21사업(BK21) 선정
- 경영전문대학원 외, 세계수준의연구중심대학육성사업(WCU) 선정
- 사회과학연구소와 기초과학연구소, 대학중점연구소지원사업 선정
- 양자시공간연구센터, 선도연구센터육성사업(SRC) 선정
- 다중현상CFD연구센터, 선도연구센터육성사업(ERC) 선정
- 컴퓨터공학과, 대학IT연구센터육성지원사업(ITRC) 선정

### 산학연 연구성과
- 인공광합성연구센터(KCAP) 유치
- 서강-하버드 질병 바이오 물리 연구센터 유치
- 스마트 핀테크 연구센터 설립
- 블록체인 분야 대학ICT연구센터 선정
- C1가스리파이너리연구소 설립
- 과학기술교원 1인당 기술이전 수입 4년 연속 1위(2014~2017)
- 산학 공동 사업화 법인 설립(블루카이트, SG로보틱스 등)

## 연혁
1948년 한국가톨릭교회의 발의와 교황 비오 12세의 윤허로 대학 설립이 기획되어, 1960년 4월 18일 가톨릭 수도회인 예수회 소속의 테오도르 게페르트 신부와 예수회 미국 위스콘신 관구에 의해 6개학과 158명의 신입생으로 개교하였다. 1966년 경향교육상 수상을 통해 국내 최우수 모범 대학으로 선정되었다. 영문, 사학, 철학, 수학, 물리, 및 경제 6개 학과들을 설치하여 미국 리버럴 아츠 칼리지를 모델로 한 서강대학으로 개교 10년 후인 1970년 종합대학으로 전환하여 인가 된 서강대학교는 국내 최초 대학 공연장인 메리홀(Mary Hall), 대한민국 최초로 완전 개가식 체제의 로욜라(Loyola) 도서관을 개관하였으며 지정좌석제, FA(Failure because of absences)제도 등 학사관리와 자율전공제, 다전공제, 연계전공제도 등을 채택하여왔다. 2017년 기준으로 12개 대학원, 8개 학부에 학부생은 8,119명, 전임교원은 424명이다. 현재까지 약 7만여 동문을 배출한 서강대학교는 2014년~2017년 한국서비스품질지수(KS-SQI) 종합대학교 4년 연속 1위, 2010년 제 36회 국가품질경영대회 교육부문 대통령 표창, 2009년 및 2010년 조선 일보-영국 QS주관 아시아 대학 평가 졸업생 평판도 부문 국내 사립대학 1위, 2009년 일반 대학 교직 과정 평가 최우수 대학으로 선정되었다.
2017년 2월 제15대 총장으로 박종구 신부가 선임되었다. 2010년 11월 12~14일에는 서강대의 개교50주년을 맞이하여, 1983년부터의 자매결연 대학이자 예수회가 설립한 대학인 일본 도쿄의 조치대학(上智大学)공동으로 제1회 서강-조치 한일 정기전을 서울 서강대 캠퍼스 전역에서 개최하였다. 축구, 테니스, 야구, 농구 등의 4종 경기와 응원전이 펼쳐졌으며 조치대에서는 약 140명의 학생 선수단 및 학교 관계자가 서강대를 방문하였다. 국내 최초로 진행된 대학 간 국제정기전으로 매년 한국과 일본을 오가며 실시한다.

### 1948~1969
- 1948년 9월 - 한국가톨릭교회의 발의와 비오 12세 교황의 윤허로 대학교의 창립을 기획.
- 1954년 10월 - 예수회원 테오도르 게페르트, S. J. 신부가 방한하여 서울에서 대학창립준비 착수.
- 1955년 4월 - 대학설립을 위한 이승만 대통령과의 면담.
- 1955년 8월 - 울산대학교로 개칭
- 1956년 11월 - 재단법인 한국예수회 인가.
- 1958년 1월 - 건축가 김중업씨가 설계하여 4개층 1,266평 규모로 본관 (A관) 건립 시작.
- 1960년 2월 - 서강대학 설립 인가. 초대 학장에 케너스 E. 길로런, S. J. 신부 취임.
- 1960년 4월 - 6개 학과 158명의 신입생을 받고, 4월 18일 수업을 시작.
- 1964년 2월 - 제1회 졸업생 60명이 학사학위를 받음. 국어국문학과, 화학과 증설.
- 1966년 3월 - 국내 대학 최초 교수안식년제도 도입.
- 1967년 4월 - 국내 대학 최초 텔레비전 강의 실시.
- 1968년 12월 - 국내 대학 최초 전자계산연구소 설치.
- 1969년 12월 - 종합대학 서강대학교 전환 인가받음.

### 1970~1979
- 1970년 2월 - 국내 최초 대학 공연장인 메리홀 개관.
- 1970년 3월 - 종합대학으로서의 개교식 및 총장 취임식. 초대 총장에 존 P. 데일리, S. J. 신부 취임.
- 1972년 4월 - 국내 대학 최초 우주선관측소 건립.
- 1973년 12월 - 국내 최초 완전 개가식 도서관인 로욜라도서관 완공.
- 1974년 2월 - 박물관 개관.
- 1976년 3월 - 커뮤니케이션 연구소 설치.
- 1978년 9월 - 출판부 발촉.
- 1979년 3월 - 학생생활상담실 설치.

### 1980~1989
- 1981년 3월 - 서강학보 창간 및 경영대학원 석사학위과정 개설.
- 1981년 5월 - 노벨평화상 수상자 테레사 수녀 방문.
- 1984년 5월 - 제 263대 교황 요한 바오로2세 방문.
- 1985년 2월 - 제 6대 총장에 한국인으로는 처음으로 서인석 신부 취임.
- 1986년 3월 - 도서관 대출 업무 전산화 시행.
- 1989년 3월 - 사회과학연구소 설립.
- 1989년 9월 - 국제평생교육원 개원.

### 1990~1999
- 1990년 4월 - 개교 30주년 기념식 및 알바트로스 탑 제막식 거행.
- 1990년 5월 - 유기반응연구센터 개원.
- 1992년 6월 - 이슬람 카리모프 우즈베키스탄 대통령 명예 경제학박사 학위 수여.
- 1997년 9월 - 독일 자매대학과 공동으로 한독 학술대회 개최.
- 1997년 10월 - 법학연구소 설립.
- 1998년 9월 - 로만 헤어초크 독일 대통령 방문.
- 1999년 4월 - 정보통신연구소 설치.
- 1999년 8월 - 벤처산업의 요람인 서강창업보육센터 설립.

### 2000~2009
- 2001년 8월 - 경영관인 마태오관 (MA관) 건립.
- 2003년 2월 - 벨라르미노 학사 건립.
- 2005년 6월 - 제 12대 총장에 서강대학교 최초로 가톨릭 신부 출신이 아닌 손병두 총장 취임.
- 2007년 6월 - 미래학자 앨빈 토플러에 명예 경영학박사 학위 수여.
- 2008년 1월 - 법학전문대학원(로스쿨) 예비 인가
- 2008년 3월 - 국내대학최초 기술지주회사 서강 미래기술클러스터(SIAT) 설립
- 2008년 9월 - 곤자가 플라자 및 국제학사 건립.
- 2008년 12월 - 한국공학교육인증원으로부터 공학부가 교육인증 획득.
- 2009년 3월 - 법학전문대학원 신설.
- 2009년 6월 - 제 13대 총장에 서강대학교 최초로 동문 출신의 사학과 교수 이종욱 총장 취임.
- 2009년 9월 - 경영학부 및 경영전문대학원이 AACSB 교육인증 획득, 인공광합성연구센터 유치.

### 2010~2011
- 2010년 2월 - 제 2경영관인 금호아시아나 바오로 경영관 (PA관) 준공, GERB캠퍼스 양해각서 체결.
- 2010년 4월 - 개교 50주년 기념식 거행, 국회의원 박근혜 동문 본교 50번째 명예 정치학박사 학위 수여.
- 2010년 5월 - 개교 50주년 기념 유럽정통극 <에브리맨> 및 아시아 최초 거리축제 성서극 <미라클> 공연.
- 2010년 8월 - 제 265대 교황 프란치스코 방문.
- 2010년 9월 - 인공광합성연구센터와 POSCO간 산학협력 체결.
- 2010년 10월 - 한국표준협회 및 중앙일보사 공동주관 KS-SQI(한국서비스품질지수) 평가에서 1위 선정.
- 2010년 11월 - 예수회 자매대학인 일본 도쿄 죠치대학교와 제1회 서강-죠치 한일 정기전 (SOFEX) 개최.
- 2011년 7월 - 제11회 청솔제
- 2011년 11월 - 서강대학교 11주년 개교식

### 2012~2013
- 2012년 3월 - 지식융합학부(School of Integrated Knowledge) 신설 및 1기 신입생 입학
- 2013년 3월 - 제 14대 총장에 서강대학교 최초로 공대 출신의 화학생명공학과 교수 유기풍 총장 취임.

### 2014~2017
- 2014년 9월 - 도서관 설립
- 2014년 11월 - 장애인 화장실 완공
- 2015년 1월 - 컴퓨터실 개칭
- 2016년 6월 - 제14회 전강경 교장취임
- 2016년 9월 - 편의점 완공(C.U)
- 2017년 2월 - 제7회 졸업식(남 923명, 여 377명 졸업생 누계 3131명)

### 2018~2021
- 2018년 3월 - 제 15대 박종구 총장 취임.
- 2018년 5월 - 남양주캠퍼스 중단 선언.
- 2019년 3월 - 제4회 입학거행
- 2020년 11월 - 제9회 청솔제
- 2021년 3월 - 제 16대 심종혁 총장 취임.

## 개설 학과·전공
학부와 대학원 과정이 모두 개설되어 있으며, 2019년 3월 현재 개설되어 있는 과정은 현재 다음과 같다.

## 서강학파
1970년대 박정희 정권의 경제 성장을 이끈 서강대 교수 출신 경제 관료들의 그룹이다.
1세대 서강학파의 대표인물:
남덕우 전 총리, 김만제 전 부총리, 이승윤 전 경제부총리 겸 경제기획원 장관
2세대는 김덕중 전 교육부 장관, 김종인 더불어민주당 비상대책위원회 대표 등
3세대에는 1세대들의 제자인 김광두, 김경환, 남성일 현 서강대 교수가 대표적
4세대에는 최인, 조장옥 현 서강대 교수가 대표적
5세대로는 허정, 전현배 서강대 교수 등

## 부속 시설

### 로욜라 도서관

서강대학교 로욜라도서관 전경

로욜라 도서관 내부

로욜라 도서관은 1960년 서강대학교의 개교와 더불어 본관(A관) 2층에서 출발했다. 그 후 1974년 2월 1,600여평의 4층 건물이 준공되어 예수회 창설자인 이냐시오 로욜라(1491-1556) 성인의 뜻을 기리기 위해 로욜라 도서관으로 명명하고 대한민국 최초의 완전 개가제(free open access system) 도서관으로 개관하였다. 총 3동의 건물이 연결된 구조이다. 2018년, 로욜라 도서관의 대대적인 리모델링 프로젝트인 로욜라 원 프로젝트가 시작되었다.

### 박물관
서강대학교 박물관은 1974년 2월 2일, 한국 민족 문화에 대한 이해와 학문적 연구에 도움을 주는 데 그 목적을 두어 개관하였다. 손세기(孫世基)가 기증한 고서화 200점, 이문원(李文垣)이 기증한 민속품 539점, 최구(崔鳩)가 기증한 고려자기 21점 등 총 1,800여 점을 소장하고 있고, 현재 동문회관 내에 자리하고 있다.

### 곤자가 국제학사
곤자가 국제학사의 '곤자가'는 1568년 3월 9일 이탈리아 북부 카스틸리오네에서 태어나 1585년 예수회에 입회한 성 알로이시오 곤자가(Aloysius Gonzaga)의 이름을 따서 명명된 기숙사로 연면적 5,925m2에 지하 2층, 지상 12층 건물 2동으로 구성되어 총 950여 명을 수용할 수 있으며, 최신식 편의시설을 갖추고 있다.

### 국제문화교육원
- 한국어교육원
- 외국어교육원
- 평생교육원

### 메리홀(공연문화센터)

서강대학교 메리홀과 이냐시오관 전경

1969년 7월 착공된 메리홀은 1970년 2월 23일 준공식을 가졌다. 총건평 579평으로 1, 2층은 극장을 겸한 강당으로 사용되었다. 2001년 시설 노후화에 의한 재건축 계획 수립, 2003년 9월 재건축 공사 착공, 2004년 5월 25일 재개관하였고, 2009년 5월에 소극장을 개관하고 로비를 확충하여 현재와 같은 모습을 갖게 되었다..

## 자매 결연 대학
서강대학교는 지난 1954년 10월 독일에서 온 예수회 신부 테오도르 게페르트 (Theodor Geppert, S. J.)가 설립한 이래로, 가장 국제화된 학교로 정평이 나 있다. 그래서, 서강대학교의 교육에서 가장 강조하는 부분은 국제화다. 현재 미국의 Boston College, Case Western Reserve University, 영국의 University of London, SOAS, 프랑스의 Sciences-Po(파리 정치대학), 독일의Technische Universitaet Muenchen(뮌헨 공대), 싱가포르의 Nanyang Technological University, 일본의 Hitotsubashi University, 호주의 Australian National University 등 64개국 350여 개 대학과 교류협정을 맺고 공동학위제, 교환학생제, 어학연수, 교환교수제, 학술교류 등을 시행하고 있다.
| - 중화인민공화국 Harbin University of Science and Technology (1990) Harbin Institute of Technology (1997) Heilongjiang University (1990) Jilin University (2008) Liaoning University (1994) Nankai University (2008) Nanjing University (2008) Shandong University (2006) Sun Yat-Sen University (2008) Tsinghua University (2002) Wuhan University (2007) Yanbian University (1991) Yanbian University of Science & Technology (2006) - 중화민국 : 중국 문화 대학(2006), Fu Jen Catholic University (1991), Providence University (2005) - 인도 Saint Xavier's College (2008) - 일본 : 아키타 대학(2007), Josai International University (2007), Josai University (2007), Kyushu University (1994), Ritsumeikan Asia Pacific University (2007), 리쓰메이칸 대학 (2007), Showa Women's University (2007), Sophia University (1983), Tohoku University (2007), University of Tsukuba (2008) - 카자흐스탄 KIMEP (Kazakhstan Institute of Management, Economics, and Strategic Research) (2007) Ryskulov Kazakh Eonomic University (2007) - 말레이시아 University of Malaya (2008) - 몽골 National University of Mongolia (2007) The Mongolian Academy of Sciences (1991) - 필리핀 Ateneo de Manila University (2006) Saint Paul University of Dumaguete (2006) Saint Paul University of Iloilo (2006) Saint Paul University of Manila (2006) Saint Paul University of Quezon City (2006) Saint Paul University of Surigao (2006) Saint Paul University Philippines - Tuguegarao City (2006) University of Santo Tomas (2006) - 타이 Assumption University (1990) - 우즈베키스탄 Tashkent State University of Economics (1991) - 베트남 Foreign Trade University (2007) Hanoi University of Technology (2007) |

| - 아르메니아 Armenian Academy of Sciences - The Institute of Radiophysics & Electronics (1992) - 아제르바이잔 Khazar University (2007) - 덴마크 Arhus University (2009) - 벨기에 Université catholique de Louvain (2007) - 불가리아 University of National and World Economy (2007) - 체코 Palacký University (2007) - 핀란드 The University of Tampere (2008) Hanken School of Economics (2009) - 프랑스 Foundation Nationale Des Sciences Politiques (Sciences Po) (2006) Institut National des Sciences Appliquees de Lyon (INSA de Lyon) (2000) Université de La Rochelle (2006) Université de Versailles Saint-Quentin-en-Yvelines (2006) Université Lumiere Lyon 2 (2004) Université Paris Dauphine (2005) - 독일 Friedrich-Alexander-Universität Erlangen-Nürnberg (2007) Hochschule Pforzheim (2007) Humboldt-Universität zu Berlin (2000) Katholische Universität Eichstätt-Ingolstadt (2003) Ludwig-Maximilians-Universität München (1997) Ruprecht-Karls-Universität Heidelberg (2007) Techische Universität München (1997) - 그리스 The University of Athens (1989) - 헝가리 Corvinus University of Budapest (2008) - 이탈리아 International Center for Relativistic Astrophysics (1989) Istituto Universitario Orientale (Napoli) (1989) Pontificia Universita Gregoriana (1989) Universita degli Studi di Firenze (2007) Universita degli Studi di Trieste (1991) - 폴란드 Catholic University of Lublin (1991) Warsaw School of Economics (2007) - 포르투갈 Universidade Católica Portuguesa (2007) - 러시아 Leningrad Scientific Center Academy of Sciences (1991) Moscow State Institute of International Relations (1991) Saint-Petersburg State University (1992) - 슬로바키아 Slovak Academy of Sciences (1992) - 스페인 Saint Louis University (2007) Universidad Catolica San Antonio de Murcia (2006) Universidad Pontifica Comillas (2007) - 영국 Liverpool Hope University (1997) Queen's University Belfast (2006) University of Leicester (2007) University of Liverpool (1990) |

| - 미국 Alma College (1990) 아메리칸 대학교 (American University, 2007) 보스턴 칼리지 (Boston College, 1995) California State University, Northridge (2005) California State University, Sacramento (1993) Creighton University (1994) Eastern Illinois University (2007) Fordham University (1990) Georgetown University (1989) Georgia Institute of Technology (2007) Gonzaga University (2001) Green Mountain College (1995) Hawai‘i Pacific University (2007) Illinois Institute of Technology (2007) Loyola Marymount University (1993) Loyola University Chicago (1997) Marquette University (1984) Our Lady of the Lake University (2007) Saint Louis University (1990) Saint Martin's University (2005) Saint Xavier University (1991) Seton Hall University (1990) State University of New York at Geneseo (2006) The Pennsylvania State University (2007) The University of Utah (2007) Towson University (2001) University of Arkansas (2005) 캘리포니아 대학교 버클리 (University of California, Berkeley, 2006) 코네티컷 대학교 (University of Connecticut, 2008) University of Hawai‘i at Manoa (2007) University of Kansas (1999) University of San Francisco (2006) University of Scranton (2006) University of Texas at Houston (2001) Xavier University (1993) - 캐나다 HEC Montreal (2007) University of Alberta (2006) University of Regina (2008) - 멕시코 Instituto Tecnologio y de Estudios Superiores de Monterrey Campus San Luis Potosi (ITESM) (2000) |

| - 브라질 Pontificia Universidade Católica do Rio de Janeiro (1991) Universidade Federal do Rio de Janeiro (2007) - 칠레 Universidad Santo Tomas (2006) - 콜롬비아 Universidad Pontifica Bolivariana (2006) - 에콰도르 Pontificia Universidad Católica del Ecuador (1991) - 파라과이 ISEHF (Instituto Superior de Estudios Humanísticos y Filosóficos San Francisco Javier) (2006) - 페루 Universidad de Lima (2006) |

- 오스트레일리아

Griffith University (2006)
, La Trobe University (1995)
, 모나시 대학교(2005)
, 오스트레일리아 국립 대학교(1992)
, The University of Southern Queensland (1995)
, 울런공 대학교 (2007)
- 뉴질랜드

오클랜드 대학교(2007)
- 남아프리카 공화국

University of the Witwatersrand (2007)